# 가와야마촌
가와야마촌(河山村)은 야마구치현 구가군에 있된 촌이다.

## 역사
- 1889년 4월 1일 - 정촌제 시행에 의해 구가군 가와야마촌이 성립하였다.
- 1955년 7월 20일 - 구와네촌과 합병해 미카와촌이 성립, 동일 가와야마촌은 폐지되었다.

## 교통

### 도로
- 국도 제187호선

## 참고문헌
- 角川日本地名大辞典 35 山口県